# Vladimír Špidla
Vladimír Špidla, češki politik, * 22. april 1951, Praga.
Med letoma 2002 in 2004 je bil predsednik vlade Češke republike ter med 22. novembrom 2004 in 9. februarjem 2010 je bil evropski komisar za delo, socialne zadeve in enake možnosti.